# Паласиос, Хейссон (футболист, 1994)
Хейссон Андрес Пала́сиос Мури́льо (исп. Jeison Andrés Palacios Murillo; род. 20 марта 1994 или 20 апреля 1994, Карепа, Антьокия) — колумбийский футболист, защитник клуба «Америка (Кали)».

## Клубная карьера
Паласиос — воспитанник клуба «Атлетико Насьональ», за основной состав не играл, привлекался к играм за дубль. В декабре 2014 года был арендован пуэрториканским клубом «Леонес». 6 июля 2014 года в матче «Энвигадо» он дебютировал в Кубке Колумбии. После этого выступал в арендах за колумбийские клубы «Альянса Петролера» и «Атлетико Букараманга». В 2019 году перешёл в первый, подписав контракт на правах свободного агента. 15 июля он впервые сыграл за клуб после возвращения против «Америка (Кали)».
В 2020 году был арендован и затем выкуплен клубом «Индепендьенте Санта-Фе». 23 апреля 2021 года Паласиос в матче с «Атлетико Хуниор» дебютировал в Кубке Либертадорес. 1 июля стал игроком кипрского клуба «Пафос». 20 декабря в матче против «АЕК Ларнака» дебютировал в чемпионате Кипра.